# Agama bottegi
Agama bottegi är en ödleart som beskrevs av George Albert Boulenger 1897. Agama bottegi ingår i släktet Agama och familjen agamer. Inga underarter finns listade i Catalogue of Life.
Arten förekommer endemisk i Somalia. Honor lägger ägg.